# 佐藤隆夫 (心理学者)
佐藤 隆夫（さとう たかお、1950年 - ）は、日本の心理学者。東京大学名誉教授、人間環境大学教授。専門は実験心理学、知覚心理学（主に視覚）。

## 経歴
1974年、東京大学文学部第四類心理学専修課程卒業。東京大学大学院人文科学研究科修了。1982年、ブラウン大学大学院心理学部博士課程修了（Ph.D. Experimental Psychology）。日本電信電話公社武蔵野電気通信研究所、ATR視聴覚機構研究所、NTT基礎研究所に勤務。1996年度から2015年度まで、東京大学大学院人文社会系研究科教授。2016年度から2020年度まで、立命館大学総合心理学部教授、学部長（初代）。2022年、人間環境大学に新設される総合心理学部の教授、学部長に就任。

## 人物
小学生時代
多趣味で知られ、地図マニア、鉄道ファン（模型）、ラジオ「模型とラジオ」などを主に好んでいた。また、月に1冊以上の本を読んでおり、その際図鑑等に書かれていた回想記的な随筆を好んで読んでおり、科学者たちの留学時代の思い出が特に印象に残っていたという。
高校生時代
部活はサッカーをしており、趣味として、無線、読書を行っていた。
授業は１，２限目をさぼることが多く級友らからは「佐藤の重役出勤」と言われていた。しかし、サッカーの練習があるということで3限目以降からは登校していた。また、1限目から登校したとしても3限目から授業を抜け出し映画を見に行くともあった。
そのため、生活サイクルとしては、「練習→帰宅→夕飯→仮眠→無線＋読書→夜更かし→寝坊」となっており、それにより成績自体は低迷しており、高3の4月時点で260人中、250位くらいであり進路について真面目に悩んでいた。
浪人時代
浪人するにあたって挫折感はなかった。高校自体も4年制高校のような風潮があり、6割以上が浪人していたという。
浪人時代においても進路は真面目に悩んでおり、文系か理系かを決めかねていた。その後、文系へと進路を決め東京大学文科三類に進学した。
大学生時代～就職活動
知覚心理を専攻するにあたり、動物学習か知覚系で迷っていた。また、当時の東京大学文学部心理では社会心理学系の教授が1人であり、他全員が実験系だった。当時、言語学者のNoam Chomskyを好んでおり、言語発達に興味を持っていた。しかし、発達専攻の教授は在籍していなかった。将来的には発達をしたいという思いもあったという。結局、卒論の指導教官は知覚心理の田中良久教授に師事した。内容として、ラテラリティーの実験を行い田中教授とは没交渉にて実験・執筆を行ったという。
就活においては、日本電電公社に内定をもらっていたが、10月・11月頃に、やはり進学を考え内定を辞退した。
大学院時代
言語発達（Chomsky）を専攻したかったが、結局知覚をすることになった。その際の指導教官は鹿取廣人教授であった。鹿取教授も知覚（恒常性）であり、言語発達に興味があったことからRichard Gregoryを学んだ。Gregory理論から、主観的輪郭（＋仮想運動）の研究を行い、その後博士課程へと進学した。
アメリカ留学
子どもの頃から科学者になりたいという夢があり、当時図鑑などで読んだ科学者たちの回想的随筆には、留学時代の思い出が多く記述されていた。そのため、科学者は留学するものであると考えていた。留学にあたっては、知覚発達（乳幼児）を専攻したいと思うようになった。実際に、大学院時代の鹿取ゼミで多くの関連書籍を読んだという。また、当時の日本には乳幼児の知覚発達に関する文献が無かったことも、研究理由の一つである。
当時、文学部心理で留学する人は少なかったものの、鹿取教授に留学をしたい旨を伝えたところ、本人からも強く勧められた。
カナダカウンシルに合格をしたものの、大学院の入学手続きをしなくてはならないことを忘れており、大慌てでトロント大学のPaul Kolersに手紙を出したところ入学が認められた。しかし、カナダカウンシルが財政難に陥り、合格取り消しとなった。
カナダ留学がとん挫したため、ブラウン大学と交渉を開始。この時、アメリカの大学院には多くの願書を出していた。フルブライト奨学金が通ったら留学したいとしていたが、一定以上のアメリカの大学院では授業料なしで給料をもらうことができる。ブラウン大学以外は不合格であったため、ブラウン大学にカナダが財政難で不合格になったことを伝え、今から入学することはできないかと連絡するも、今からは無理との返信があった。しかし、めげずにお願いをしていたところ、最終的に佐藤自身で授業料を払うことを申し出たところ、ブラウン大学にてscholarshipを認定された。当時、scholarshipの適用は女子と外国人だけだった。
その後、ブラウン大学にて学位論文をほぼ独学で実験実施し、論文を執筆した。
日本帰国
学位取得後、東京大学で1年間ポスドクとして勤務。

## 著書
- 『知覚・認知・感情』（編著、ブレーン出版）
- 『公認心理師スタンダードテキストシリーズ』（監修、ミネルヴァ書房）